# Die Belagerung (2012)
Die Belagerung (Originaltitel: The Day of the Siege oder Siege Lord: September Eleven 1683, ital. 11 settembre 1683, poln.: Bitwa pod Wiedniem) ist ein englischsprachiger Monumental- und Historienfilm des italienischen Regisseurs Renzo Martinelli aus dem Jahre 2012, basierend auf der Schlacht am Kahlenberg im September 1683.

## Handlung
Der Film handelt von den verschiedenen Konflikten zwischen dem europäischen Christentum und dem türkischen Islam nach der Ersten Wiener Türkenbelagerung und beschreibt fiktional die Umstände der Zweiten Wiener Türkenbelagerung, die im Sommer 1683 mit 300.000 Kriegern des Osmanischen Reiches – angeführt vom Großwesir Kara Mustafa – beginnt. Nach der Flucht Kaiser Leopolds I. wird der Aufenthalt in der Stadt immer unsicherer. Wenn Wien fällt, dann fallen auch die deutschen Lande und die Armee Mustafas marschiert leicht bis zur Nordsee bzw. anschließend nach Rom. Nach vielen Wochen der Belagerung Wiens gibt es im September 1683 die Entscheidungsschlacht. Die Waagschale des Sieges neigte sich dabei mehrmals wechselnd zugunsten der christlichen Allianz und der Muslime. Im Moment, als alles den Triumph der Osmanen ankündigt, schließen sich der Schlacht auf Bitten des Vaters von Marco d’Aviano die polnische Szlachta an. Unter der Führung ihres Königs Jan III. Sobieski retten sie in einem mörderischen Kampf die Stadt Wien.

## Produktion
Der Film ist eine Produktion der Martinelli Film Company International, einer Produktionsfirma des Filmregisseurs Renzo Martinelli. Er wurde mitfinanziert vom Italienischen Kulturministerium, von Rai Cinema, Rai Fiction, der Region Piemont und Friaul-Julisch Venetien sowie dem Polski Instytut Sztuki Filmowej. Es brauchte zehn Jahre, um das geplante Filmbudget ($ 13 Mio.) zusammenzubekommen. Zur Kinoversion bereiteten die Filmemacher zudem eine längere Version vor, die als Miniserie im Fernsehen ausgestrahlt werden sollte. Die Filmaufnahmen begannen im April 2011. Die Anspielung auf die Terroranschläge am 11. September 2001 ist beabsichtigt. Regisseur Martinelli erklärte, dass einige Leute wissen, dass dieses Datum – assoziiert mit den islamistischen Terroranschlägen 2001 in den Vereinigten Staaten – auch die historischen Ereignisse von 1683 markiert, als 300.000 Soldaten von Istanbul nach Wien kamen, um Rom einzunehmen und den Petersdom in eine Moschee zu verwandeln. Während der Produktion im Juni 2011 kam erstmals zum Vorschein, dass der Film beim geplanten 13-Wochen-Drehplan über 100 Schauspieler aus Polen, USA, Italien, Rumänien, Türkei, Griechenland, Spanien und Frankreich, über 10.000 Komparsen und 3.000 Pferde bei den Kampfszenen benötigte. Zudem erwiesen sich die Filmemacher als unfähig, Genehmigungen zu erwerben, um polnische Schlosskulissen für den Film zu verwenden. So entstanden die Innenaufnahmen im Schloss Jan III. Sobieskis, dem Wilanów-Palast, Warschau-Wilanów und die dazu gehörigen Außenaufnahmen in Mantua, Italien. Der Film wurde in Englisch gedreht, um ihn international vermarkten zu können.

## Kritik
Schon kurz nach der Weltpremiere am 12. September 2012 erhielt Die Belagerung in Polen vernichtende Kritiken. Dem Monumentalfilm Martinellis über die Schlacht am Kahlenberg werden neben unecht wirkenden Kampfszenen und historischen Fehlern auch Anti-Islamismus vorgeworfen. Die Dziennik Gazeta Prawna schreibt, der Film wirke nicht einmal mehr lächerlich, sondern rufe nur Mitleid hervor, die Schauspieler würden in ihren Rollen „vergeudet“. „Wenn König Jan Sobieski gewusst hätte, wie er in diesem Film dargestellt wird, wäre er bestimmt zu Hause bei seiner Maria geblieben“, urteilt die Zeitschrift Polityka. Der Film von Regisseur Renzo Martinelli habe zu viele digitale Effekte, die „an die Grafik von schlechten Computerspielen erinnern“, schreibt das Magazin weiter.
Für Polen hat die Schlacht am Kahlenberg besondere Bedeutung. Durch den Erfolg der Armee von König Jan III. Sobieski stellten polnische Denker im 19. Jahrhundert ihre Nation als „Bollwerk des Christentums“ dar – eine Charakterisierung, die bis heute nachwirkt. Die Rezensenten bemängeln, dass die Ereignisse durch eine wundersame Beziehung zwischen dem italienischen Kapuziner-Mönch Marco d’Aviano (Berater von Kaiser Leopold I.) und dem osmanischen Großwesir Kara Mustafa erzählt werden, obwohl dies keinen Einfluss auf die Handlung gehabt habe. Die historische Bedeutung von Jan III. Sobieski trete im Film in den Hintergrund. Der einzige Lichtblick hier sei die „fantastische“ Darstellung des Kapuziner-Mönchs, merkt die Zeitung „Rzeczpospolita“ an.
Als unentschuldbar stellen die Medien die historischen Fehler des Films dar. Sie berichten über ein polnisches Wappen von 1927, das in einer Szene zu sehen ist, und den Hirtenstab des verstorbenen Papstes Johannes Paul II., der immer wieder auftaucht. Den Kritikern missfällt auch, dass die polnischen Figuren und Schauspieler wenig Platz einnehmen und dann nur wenig schmeichelhaft erscheinen. So wirke Sobieski „arrogant“, schreibt „Polityka“. Die polnischen Leinwandstars Daniel Olbrychski (General Marcin Kątski) und Borys Szyc (Hetman Mikołaj Hieronim Sieniawski) hätten so gut wie nichts zu tun und Alicja Bachleda-Curuś (Eleonore von Österreich) werde darauf reduziert „hübsch auszusehen“. Der „Gazeta Prawna“ zufolge sei der Streifen darüber hinaus noch „ekelhaft antiislamisch“. So werde das Datum 11. September immer wieder genannt, obwohl die Schlacht am 11. und 12. September stattgefunden habe – nur, um einen Zusammenhang zum islamistischen Terrorismus herzustellen, so der Rezensent der Zeitung. Die Kritik, auch auf Plattformen wie Facebook, wurde so massiv, dass sich Produzent Alessandro Leone in einem offenen Brief zu Wort meldete. Viele Rezensionen seien ihm zufolge „ungerecht und erniedrigend“. Er müsse die Schauspieler verteidigen, die „die große Kunst ihres Könnens“ aufgeboten hätten.